# Burbach, Bitburg-Prüm
Burbach là một đô thị thuộc huyện Bitburg-Prüm, bang Rhineland-Palatinate, Đức.